# Hafjell GP
De Hafjell GP was een Individuele tijdrit en werd vanaf 2018 verreden in Hafjell. De wedstrijd behoorde tot de UCI 1.2 categorie in de UCI Europe Tour. De eerste editie werd gewonnen door de Deen Martin Toft Madsen. 
De Hafjell GP maakte onderdeel uit van het Uno-X Development Weekend, samen met de Lillehammer GP en de Gylne Gutuer. 

## Erelijst
| Jaar | Winnaar            | Tweede                | Derde                 |
| ---- | ------------------ | --------------------- | --------------------- |
| 2018 | Martin Toft Madsen | Mikkel Bjerg          | Johan Price-Pejtersen |
| 2019 | Mikkel Bjerg       | Johan Price-Pejtersen | Rasmus Quaade         |
| 2020 | Andreas Leknessund | Stein-Erik Eriksen    | Tore Andre Vabø       |

## Overwinningen per land
| Overwinningen | Land       |
| ------------- | ---------- |
| 2             | Denemarken |
| 1             | Noorwegen  |